# Quốc ca Cộng hòa Xã hội chủ nghĩa Xô viết Kazakhstan
Quốc ca Cộng hòa Xã hội chủ nghĩa Xô viết (tiếng Kazakh: azakhstan Қазақ Советтiк Социалистік Республикасының мемлекеттік әнұраны; tiếng Nga: Казахская Советская Социалистическая Республика Национальный гимн) là quốc ca của Kazakhstan khi nó là một nước cộng hòa thuộc Liên Xô và được gọi là Kazakhstan Xô viết.

## Lời bài hát
| Tiếng Kazakh | Chuyển tự | Tiếng Nga | Chuyển tự |
| --- | --- | --- | --- |
| Khúc đầu tiên | | | |
| Біз қазақ ежелден еркіндік аңсаған, Бостандық өмір мен ар үшін қиған жан. Торлаған тұманнан жол таппай тұрғанда, Жарқырап Лениндей күн жығып, атты таң.       | Biz kazak ejelden erkindik ańsagan, Bostandık ömir men ar ücin kıygan jan. Torlagan tumannan jol tappay turganda, Jarkırap Lenindey kün jıgıp, attı tań.        | Мы, казахи, издревле стремились к свободе, Жертвуя жизнью ради воли и чести. И искали пути среди темного тумана... Но взошел Ленин, как заря, и настало утро!                                    | My, kazahi, izdrevle stremilisj k svobode, Žertvuja žiznjju radi voli i česti. I iskali puti sredi temnogo tumana... No vzošel Lenin, kak zarja, i nastalo utro!                                      |
| Điệp khúc | | | |
| Жасасын Кеңестер (Советтер) Одағы, Жеткізген еркіндік, теңдікке, Бастайтын елдерді бірлікке, Жеңіске, шаттыққа, ерлікке!                                      | Jasasın Keńester (Sovetter) Odagı, Jetkizgen erkindik, teńdikke, Bastaytın elderdi birlikke, Jeńiske, cattıkka, erlikke!                                        | Да здравствует Советский Союз, Что привел нас к свободе, к равенству, Что ведет все страны к единству, К победе, к радости, к подвигам!                                                          | Da zdravstvujet Sovetskij Sojuz, Čto privel nas k svobode, k ravenstvu, Čto vedet vse strany k jedinstvu, K pobede, k radosti, k podvigam!                                                            |
| Khúc thứ hai | | | |
| Дақ салмай Лениннің жеңімпаз салтына, Ұрпағы қосты даңқ Оттаның даңқына, Одақтас, ұрандас елдердің қамқоры, Көп алғыс айтамыз ұлы орыс халқына.               | Dak salmay Leninniń jeńimpaz saltına, Urpagı kostı dańk Ottanıń dańkına, Odaktas, urandas elderdiń kamkorı, Köp algıs aytamız ulı orıs halkına.                 | Победоносный путь Ленина никогда не будет запятнан, И поколения будут приумножать славу Отчизне, И благодетелю союзных братских республик, Великому русскому народу говорим мы: большое спасибо! | Pobedonosnyj putj Lenina nikogda ne budet zapjatnan, I pokolenija budut priumnožatj slavu Otčizne, I blagodetelju sojuznyh bratskih respublik, Velikomu russkomu narodu govorim my: boljšoje spasibo! |
| Điệp khúc | | | |
| Жасасын Кеңестер (Советтер) Одағы, Жеткізген еркіндік, теңдікке, Бастайтын елдерді бірлікке, Жеңіске, шаттыққа, ерлікке!                                      | Jasasın Keńester (Sovetter) Odagı, Jetkizgen erkindik, teńdikke, Bastaytın elderdi birlikke, Jeńiske, cattıkka, erlikke!                                        | Да здравствует Советский Союз, Что привел нас к свободе, к равенству, Что ведет все страны к единству, К победе, к радости, к подвигам!                                                          | Da zdravstvujet Sovetskij Sojuz, Čto privel nas k svobode, k ravenstvu, Čto vedet vse strany k jedinstvu, K pobede, k radosti, k podvigam!                                                            |
| Khúc thứ ba | | | |
| Іргелі мемлекет, ерікті болдық ел, Достықпен, бірлікпен жайнайды туған жер. Еңбекте, майданда, жеткізген жеңіске Данышпан партия (Сталин) – сүйікті кемеңгер. | İrgeli memleket, erikti boldık el, Dostıkpen, birlikpen jaynaydı tuwgan jer. Eńbekte, maydanda, jetkizgen jeńiske Danıcpan partiya (Stalin) – süyikti kemeńger. | Стали мы мощным государством, свободной страной И родная земля расцветает дружбой и единством. Приведшую нас к победам в труде и на брани Мудрую Партию (Мудрого Сталина) — искренне любим.      | Stali my mošcnym gosudarstvom, svobodnoj stranoj I rodnaja zemlja rascvetajet družboj i jedinstvom. Privedšuju nas k pobedam v trude i na brani Mudruju Partiju (Mudrogo Stalina) – iskrenne ljubim.  |
| Điệp khúc | | | |
| Жасасын Кеңестер (Советтер) Одағы, Жеткізген еркіндік, теңдікке, Бастайтын елдерді бірлікке, Жеңіске, шаттыққа, ерлікке!                                      | Jasasın Keńester (Sovetter) Odagı, Jetkizgen erkindik, teńdikke, Bastaytın elderdi birlikke, Jeńiske, cattıkka, erlikke!                                        | Да здравствует Советский Союз, Что привел нас к свободе, к равенству, Что ведет все страны к единству, К победе, к радости, к подвигам!                                                          | Da zdravstvujet Sovetskij Sojuz, Čto privel nas k svobode, k ravenstvu, Čto vedet vse strany k jedinstvu, K pobede, k radosti, k podvigam!                                                            |

## Âm thanh
Truyền thông Cộng hòa xã hội chủ nghĩa Xô viết Kazakhstan.